# フィーちゃん
CCD-0500[フィー]及びフィーちゃんとは、株式会社U-Stella傘下のブランドプロダクト・ATOMO STUDIOで展開されているキャラクタープロジェクトおよびそのキャラクターである。

## 概要
- キャラクターデザイナー：だるだな
- CV：今井麻夏

| ──人間の三大欲求「食欲」「睡眠欲」「性欲」をサポートするために現代に生まれた汎用世話型アンドロイド『カリカチュア』 [1] ──人々のあらゆる生活シーンをサポートするため、現代に生まれた汎用型アンドロイド『カリカチュア』 [1] 人間の肌、体温、構造に極力近づけた超技術で、金持ちでも一部にしか出回っていない嗜好品だったが、一般家庭への普 及も秒読みとなっていた。それに伴い最終テストとして抽選で選ばれた人に次世代型を提供しており、あなたの元へもやってきた。 どう接するかはあなた次第 あなただけのアンドロイド、それが『カリカチュア』 公式プロフィールより |

上記はキャラクタープロジェクトにおける世界観『カリカチュア』の設定である。
CCD-0500[フィー]の設定は以下の通り
| 名 前：CCD-0500（シーシーディー・ゼロゴウゼロゼロ） 通 称：フィー 性 格：基本的に穏やかで物静かだが、時折お茶目さも見せる。 外見年齢：17歳 → 18歳[1] 身 長：153cm 頭の良さ：上の上。知識力はあるものの経験に乏しいため、自らの五感で感じていないことはわからない。 好きな事：読書（知識を得ること） 苦手な事：現段階では特になし（経験を積む中で生まれる可能性あり） 公式プロフィールより |

CeVIO AI版発表以前のプロフィールでは公式設定自体に性的表現が盛り込まれていたが、2021年8月25日にキャラクター設定が一部変更された[1]ただし、キャラクター利用ガイドラインは従前通り一定の性的表現を許容したものとなっている。
二次創作の際は、ガイドラインを読み、良識ある範囲で活用する事が求められる。

## コンテンツ
以下の各種コンテンツが配信・販売されている
VRモデル/Live2Dモデル
VRChat等のVRプラットフォームで利用できる3Dモデル、Live2Dモデルを販売している。追加衣装やサーフェイスも用意されている。
3Dモデル制作は亥と卯、Avatar3.0セットアップはほたてねこまじん、VRCアバターアドバイザー・アニメーションにろーてく、パーティクル・ダイナミックボーンにゆゆ。
Voidol
声質変換アプリ『Voidol』用のボイスモデルが販売されている。
#フィーちゃん日記
U-Stella公式Twitterで展開されているマンガコンテンツ、カリカチュアのアンドロイドとマスターの舞台にした日常モノである。
総集編として電子単行本化され、販売されている。
フィーちゃんによるマスターの生活調査
バイノーラル音声作品。VRイベント『バーチャルマーケット6』にサンプルが出展された。
CeVIO AI

CeVIO AI用トークボイス『CeVIO AI フィーちゃん トークボイス』として2021年11月26日発売。
おっとり系の優しく可愛らしい声質が特徴で、他の先行するトークボイスと同様に5種類の感情パラメーターが実装される。
初回限定特典として後述の「フィーちゃんドキドキッ?! SP VOICE[初回限定版]」が付属する。
フィーちゃんドキドキッ?! SP VOICE
ささやき、溜息、バイノーラルボイス等を収録した追加ボイス素材集。
『CeVIO AI フィーちゃん トークボイス』には初回限定特典として「フィーちゃんドキドキッ?! SP VOICE[初回限定版]」が付属する。

## 関連キャラクター
ユニちゃん
- CV：小原莉子

フィーちゃんの姉。クラウドファンディングでCeVIO AIによるトーク・ソングソフトの発売が決定した。詳細設定は以下の通り、
| カリカチュアの初期型であり、CCD-0001の番号を振られている、言わばCCDシリーズのオリジナル。 一般流通させるには不具合が多かった（特に性格面）ため、凍結処分となっていた。 しかし凍結時のミスで意識が完全にはシャットダウンせず、長い時間をかけて覚醒するに至った。 覚醒後にアトモスタジオを抜け出したユニは、あなたと邂逅。 研究職員とは違い、変に気を使うことなく正面から向き合おうとするあなたに興味を覚え、半ば無理やりマスター契約を結ばせる。 公式プロフィールより |

| 名 前：CCD-0001（シーシーディー・ゼロゼロゼロイチ） 通 称：ユニ 外見年齢：18歳 身 長：149cm 公式プロフィールより |

## 歴史
- 2020年11月10日 - CCDシリーズのキャラクターとして発表[9]
- 2021年3月28日 - VRChatモデル販売開始[1]
- 2021年8月6日 - 『Voidol用ボイスモデル フィーちゃん（CV今井麻夏）』発売[10]
- 2021年10月16日 - 「マスコットアプリ文化祭2021」に「フィーちゃん賞」が設けられる[11][12]
- 2021年11月6日 - 「マスコットアプリ文化祭2021」に追加で「CeVIO AI フィーちゃん賞」が設けられる[13]
- 2021年11月26日 - 『CeVIO AIトーク フィーちゃん』発売[7]